# Синдром панка
«Синдром панка» (фин. Kovasikajuttu) — документальный фильм финского режиссёра Юкки Карккайнена о финской панк-группе Pertti Kurikan Nimipäivät, которая состоит из музыкантов с задержками в развитии (например, синдромом Дауна). Премьера фильма состоялась 8 марта 2012 года на кинофестивале в Тампере.

## Сюжет
В фильме показывается путь четырёх профессиональных музыкантов к славе. В фильме они сражаются, влюбляются, испытывают сильные переживания. Они проводят целые дни в студии и гастролях. Лейтмотивом их песен являются социальные проблемы, вещи, с которыми они сталкиваются каждый день.

## Награды
Фильм выиграл приз зрительских симпатий на кинофестивале в Тампере 2012 года. Также выдвигался Финляндией на кинопремию Северного Совета в 2012 году.